# Пасат, Валерий Иванович
Валерий Иванович Пасат (рум. Valeriu Pasat; род. 13 июля 1958, Скумпия, Фалештский район, Молдавская ССР, СССР) — молдавский государственный и политический деятель. Советник председателя правления РАО «ЕЭС России» по внешнеэкономическим связям, бывший министр национальной безопасности Республики Молдова, бывший министр обороны Республики Молдова. С июня 2010 года — лидер Народно-демократической партии Молдовы.

## Биография
Валерий Иванович Пасат родился 13 июля 1958 года в селе Скумпия, Фалештский район, Молдавская ССР. В 1982 году выпустился с исторического факультета Кишинёвского государственного университета с дипломом преподавателя истории. Два года отслужил в армии СССР. В 1984 году поступил в аспирантуру Института истории СССР Академии наук СССР, но проучился всего 2 года. С 1988 по 1992 год Пасат работал в Институте политических исследований ЦК Коммунистической партии Молдавии (КПМ) в качестве старшего научного сотрудника. В 1989—1990 годах в должности заведующего идеологическим отделом работал в Кишинёвском городском комитете КПМ.
С 1992 года работал в Молдавском посольстве на территории России. Во время работы Валерий Пасат учился в Институте истории России Академии наук РФ, а также в Дипломатической академии МИД РФ. В августе 1994 года после периода осложнений международных отношений России и Республики Молдова Пасат становится чрезвычайным и полномочным послом Республики Молдова в России. После второго тура президентских выборов в Республике Молдова в декабре 1996 года Пасат вернулся на родину, а после отставки Иона Чубука с поста министра обороны Республики Молдова занял его место. 12 мая 1999 года Валерия Пасат сняли с этой должности и назначили министром национальной безопасности Республики Молдова. 21 декабря 2001 года его отправили в отставку.
С 2000 года Пасат являлся членом-корреспондентом Академии наук Молдавии, с 2002 года работал в Институте истории АН Молдовы. С 2004 года являлся советником по вопросами внешнеэкономических связей компании РАО «ЕЭС России».
В марте 2005 года бывшего министра задержали в Кишинёве с обвинением в хищении государственных средств. 17 января 2006 года суд вынес приговор в 10 лет лишения свободы за хищение. В феврале того же года ему было выдвинуто обвинение в организации государственного переворота, а в октябре Апелляционная палата Кишинёва (АП) сократила срок заключения с 10 до 5 лет. 9 июля 2007 года Пасат попал под амнистию и был освобождён.
10 июля Пасат прибыл в Россию, а вскоре он вернулся на прежнюю должность в РАО «ЕЭС России». 16 июля 2009 года Апелляционная палата Кишинёва оправдала Пасата.
С 2010 года Пасат проживает в Республике Молдова, где продолжает заниматься политической деятельностью.

## Награды
- Орден Республики (2 февраля 2019 года) — в знак высокого признания особых заслуг в становлении и развитии государственности Республики Молдова, за значительный вклад в достижение единения и согласия в обществе и активную деятельность по продвижению общечеловеческих ценностей[3].
- Орден Дружбы (14 июня 1997 года, Россия) — за большой личный вклад в развитие российско-молдавского сотрудничества[4].